# ForzaTech
ForzaTech Engine è un motore grafico e fisico sviluppato da Turn 10 Studios e utilizzato nelle serie Forza Motorsport, Forza Horizon  e Fable a partire da Forza Motorsport 6.
Il motore ha funzionato su Xbox One, Xbox One S (versione classica e All Digital), Xbox One X, Windows 10, Xbox Series X e Series S.

## Sviluppo e versioni
Il 2 aprile 2015, Microsoft ha registrato il marchio ForzaTech e il 7 dello stesso mese è stato confermato da un esponente di Turn 10 Studios che quello sarebbe stato il nome del nuovo motore grafico e fisico proprietario, sviluppato ad hoc per i giochi della serie Forza.
All'uscita di Forza Motorsport 6, titolo di lancio del ForzaTech Engine, viene confermato che il motore gira ancora sulle librerie grafiche DirectX 11 e nonostante ciò viene acclamato dalla critica in quanto riesce a mantenere i 1080p a 60 fps senza grandi sforzi su Xbox One.
Una seconda versione, progettata per Windows 10, viene presentata a marzo con l’avvento di Forza Motorsport 6: Apex su PC ed è in grado di raggiungere una risoluzione 4K e 60 fps. Questa versione si basa per la prima volta sulle DirectX 12.
Una terza versione viene presentata in concomitanza all'uscita di Forza Horizon 3: il motore era in grado di scalare la grafica in base all’hardware su cui si trovava (Xbox One o PC) e per la prima volta supportava l’HDR10 come su Xbox One S, mentre il motore fisico è messo a dura prova dall'open world.
A marzo 2017 viene mostrata un'immagine di un prototipo di Forza Motorsport 7 che girava su Xbox One X in 4K e 60 fps con dettagli settati a ultra come la controparte su Windows 10 e grazie al motore grafico, lo sforzo della GPU era solo all’88%, lasciando così spazio di manovra per affinamenti alla grafica.
A ottobre 2018 una quarta versione del ForzaTech fa capolino in Forza Horizon 4 e permette al gioco di sostenere il ciclo delle stagioni dinamico e di riprodurre fango e neve ancora più realisticamente.
Il 23 luglio 2020 è stato annunciato il nuovo Forza Motorsport, reboot della serie in uscita su Windows 10 e sulle console Xbox Series X e Series S, e con esso una riprogettazione del ForzaTech in grado di ottenere grandi risultati dalla nuova configurazione hardware in 4K a 60 fps con ray tracing attivo.

## Giochi
La lista dei giochi sviluppati con il ForzaTech Engine è la seguente:
- Forza Motorsport 6
- Forza Motorsport 6: Apex
- Forza Horizon 3
- Forza Motorsport 7
- Forza Horizon 4
- Microsoft Flight Simulator
- Forza Horizon 5
- Forza Motorsport
- Fable (in sviluppo)

## Piattaforme supportate
- PC con Windows 10
- Xbox One
- Xbox One S
- Xbox One S All-digital
- Xbox One X
- Xbox Series X e Series S